# 남하늘
남하늘(1995년 10월 27일 ~ )은 대한민국의 축구 선수이며, 포지션은 공격수이다.

## 선수 경력
2015년 KBS 청춘FC 헝그리 일레븐에 출연하였다. 프로그램 종료 후 새 팀을 물색하던 중 고양 자이크로에 합격하며 프로 입성에 성공하였다.
2016년 4월 3일, 안산 무궁화와의 경기에서 후반 25분 빅토르와 교체 투입되며 프로 데뷔 경기를 치렀다. 6월 7일, 부천 FC 1995와의 R리그 경기에서 동점골을 터트리며 비공식 경기였지만 프로 데뷔 후 첫 골을 신고하였다. 9월 29일, 충주 험멜과의 홈경기에서 선발 출전하여 팀의 결승골이자 자신의 K리그 챌린지 데뷔골을 성공시키며 팀에 27경기만의 승리를 안겨주었다. 10월 16일, 경남 FC와의 홈 경기에서 0-3으로 지고있던 전반전, 추격골을 터트리며 리그 2호골을 성공시켰으나 팀은 2-3으로 패했다.
2016시즌을 끝으로 팀이 해체되면서 K3리그 고양 시민축구단으로 이적했다.
2017년 7월 일본 5부 리그 격인 테게바자로 미야자키로 이적하였다.
2018시즌을 앞두고 K3리그의 신생팀 충주 시민축구단에 입단했다.

## 주요 경력
- 2006년 험멜코리아 유소년축구대회 MF상 수상
- 2006년 고양시장 최다득점상 수상
- 2010년 U-15 우수선수상 수상
- 2013년 대교눈높이 전국 고등 축구리그(경기남부) 최우수선수상
- 2014년 제95회 전국 체전 축구 남자 동메달
- 2015년 KBS 청춘FC 헝그리 일레븐 출연
- 2016년 고양 자이크로 FC 입단 (청춘 FC 출신 선수 중 첫 번째로 프로에 진출한 선수)

## 그 외
남하늘은 2016년 4월 18일에 도시락 프랜차이즈 업체인 바비박스와 광고 계약을 체결했다.

## 같이 보기
- 청춘FC 헝그리 일레븐